# Flunkyball

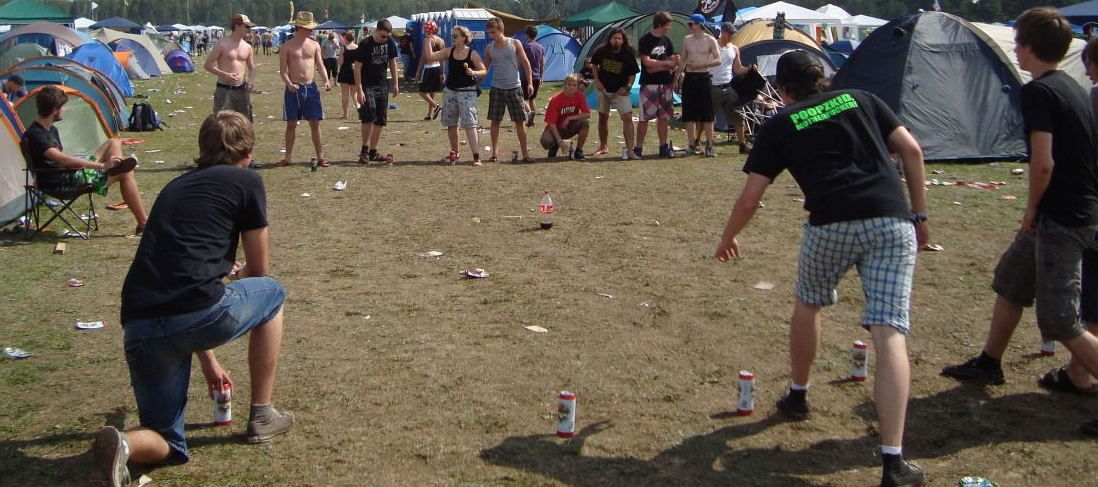
Partida de flunkyball en un festival

El flanquibol, flunkyball ([ˈflʌŋkiˌbɔːl] o [ˈflʊŋkiˌbal]) o bierball, es un juego de beber de origen alemán en el que compiten dos equipos entre sí.

## Reglas del juego

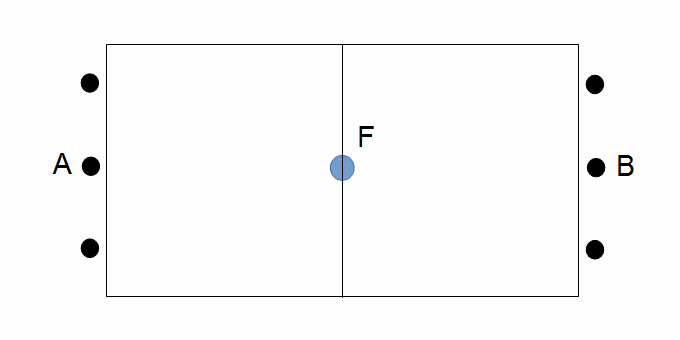
Dibujo de un campo de Flunkyball: los equipos A y B se posicionan detrás de las líneas de base, con el objetivo F en el medio.

Dos equipos se colocan en fila, uno frente al otro, a una distancia de aproximadamente 10 metros. El número de jugadores por equipo no es fijo, pero lo más común es que haya entre 3 y 8 personas por equipo. Cada jugador tiene una botella o lata de cerveza delante, apoyada en el suelo y abierta. En el centro del campo, entre los dos equipos, hay un objetivo que normalmente consiste en una botella de plástico llena de líquido entre un cuarto y la mitad de su capacidad. Los jugadores deben lanzar la pelota para golpear esta botella y derribarla.
El equipo que tiene la pelota dispone de un intento para golpear el objetivo con la misma. Si logra derribar el objetivo, el equipo que realizó el lanzamiento puede comenzar a beber cerveza, tanta y tan rápido como sea posible. El equipo contrario debe volver a colocar el objetivo de pie y llevar la pelota detrás de su propia línea. En cuanto el equipo contrario haya restablecido el campo de juego, grita en voz alta "¡Stop!", momento en el cual el equipo que lanzó debe cesar inmediatamente de beber. Cuando ambos equipos estén nuevamente preparados, el otro equipo puede realizar su lanzamiento. En el momento en que un equipo haya terminado de beber todas sus cervezas, ese equipo habrá ganado la partida.

## Penalizaciones
Se pueden imponer sanciones, por ejemplo, si un jugador empieza a beber antes de tiempo, si sigue bebiendo después del grito de "¡Stop!" o si vomita. También se penaliza el derrame de cerveza (por ejemplo, cuando la botella se desborda por exceso de espuma o se vuelca). Las posibles sanciones pueden incluir una "cerveza de penalización" para el jugador infractor, la pérdida de un turno de lanzamiento o un trago a favor del equipo contrario. Lo que se considera infracción y cómo se sanciona varía según el lugar. 

## Variantes
Las reglas del flunkyball varían de un lugar a otro y a menudo sólo se determinan al principio de la ronda, o incluso durante el juego. Las distancias entre los lanzadores y el objetivo son variables. En algunos casos, sólo se necesita poner el objetivo de pie para gritar "¡Stop!", sin llevar la pelota tras la línea del equipo. En lugar de una pelota, también se puede utilizar una botella de plástico o una cebolla como objeto arrojadizo. En lugar de cerveza, la partida también se puede jugar con bebidas sin alcohol, como refrescos o agua. La cantidad a beber también varía, aunque lo más común son botellas de entre 0.5l y 1.5l. 

## Difusión
El flunkyball se juega normalmente en verano y en espacios verdes, tales como parques y jardines. También es común que se juegue en festivales de música.
Es especialmente popular en la cultura estudiantil y entre universitarios alemanes. Por ejemplo, el Instituto Tecnológico de Karlsruhe celebra un campeonato anual de flunkyball.
La mayor competición de flunkyball en Alemania es la que se celebra en Elmshorn cada mayo.
Curiosamente, el término flunkyball es común en países germanoparlantes, pero desconocido en el mundo anglófono. 
El actual récord mundial de la mayor ronda de flunkyball jamás jugada tuvo lugar el 31 de mayo de 2024 en Leipzig, donde 1323 personas jugaron una ronda del deporte a la vez, siendo conocido en esta ciudad como Bierball.

## Origen e historia
Las primeras partidas de flunkyball se disputaron a principios de los años 2000 y se jugaban con latas de cerveza en el centro, que había que derribar. En las primeras variantes se jugaba con un puck (una lata de cerveza aplastada en forma de disco de hockey), una pelota o un palo. Con la introducción en Alemania de la obligación uniforme del depósito para latas de cerveza el 1 de mayo de 2006, la variante con puck se fue haciendo cada vez menos frecuente.
El primer campeonato del mundo se celebró en 2005 en Darmstadt, donde un equipo de Dillenburg logró alzarse con la victoria.

## Recepción en medios
En un videoclip de la banda Kraftklub de Chemnitz se muestra una partida de flunkyball.
Flunkyball es también el título de una película de ficción de Alexander Adolph del año 2023. El juego aparece solo en una única escena cargada de simbolismo.

## Enlaces
- Flunkyball en Spielwiki.